# Glacier View Wilderness
La Glacier View Wilderness est une aire sauvage de 12,6 km2 située dans l'État de Washington au nord-ouest des États-Unis. Créée en 1984, elle s'étend dans la forêt nationale Gifford Pinchot au sein de la chaîne des Cascades.

## Géographie
La réserve est localisée juste à côté de la limite occidentale du parc national du mont Rainier. Elle appartient au territoire de la forêt nationale Gifford Pinchot et est par conséquent gérée par le Service des forêts des États-Unis. La zone permet d’apercevoir le proche mont Rainier, un imposant volcan couvert de glaciers qui culmine à plus de 4 000 mètres d’altitude. Plusieurs lacs sont également présents dans la zone.
Parmi les montagnes importantes dans la réserve se trouve le mont Belijica (1 669 m).

### Référence
1. ↑  (en) « Wilderness Acreage Breakdown for The Glacier View Wilderness », sur Wilderness.net (consulté le 15 mars 2010)
2. ↑  « Glacier View Wilderness: Applicable Wilderness Law(s) », sur Wilderness.net (consulté le 15 mars 2010)
3. 1 2  (en) « Wilderness.net: Glacier View Wilderness » (consulté le 15 mars 2010)
4. ↑  (en) « Gifford Pinchot: Glacier View Wilderness » (consulté le 15 mars 2010)